# Alcaraz (kommunhuvudort)
Alcaraz är en kommunhuvudort i Spanien.   Den ligger i provinsen Provincia de Albacete och regionen Kastilien-La Mancha, i den centrala delen av landet, 220 km sydost om huvudstaden Madrid. Alcaraz ligger 952 meter över havet och antalet invånare är 1 761.
Terrängen runt Alcaraz är kuperad söderut, men norrut är den platt. Runt Alcaraz är det mycket glesbefolkat, med 2 invånare per kvadratkilometer. Närmaste större samhälle är Villanueva de la Fuente, 18,1 km väster om Alcaraz. Omgivningarna runt Alcaraz är i huvudsak ett öppet busklandskap.